# Hatiora salicornioides
Hatiora salicornioides és una espècie botànica de plantes que pertany a la família de les cactàcies.

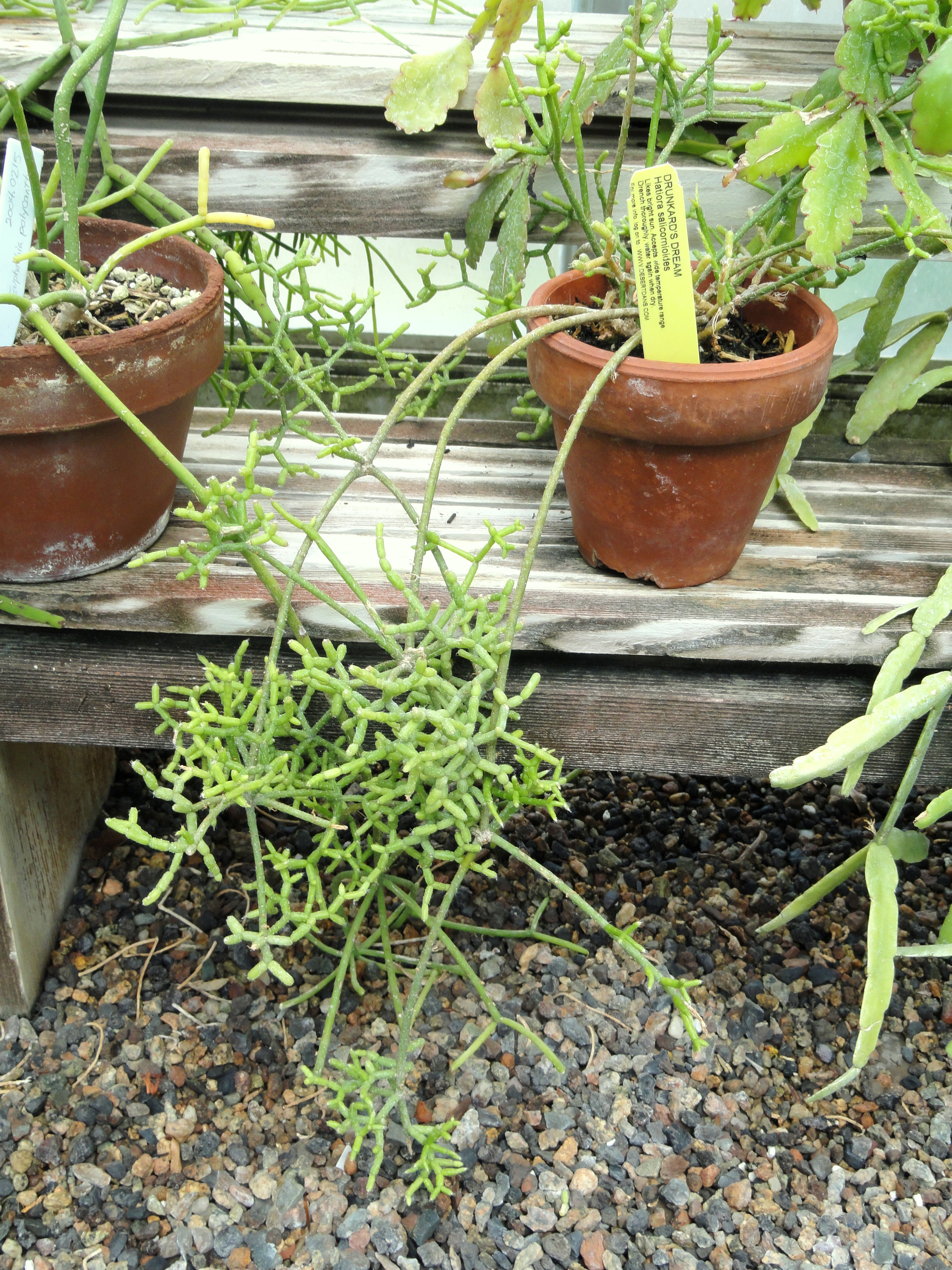
Vista de la planta

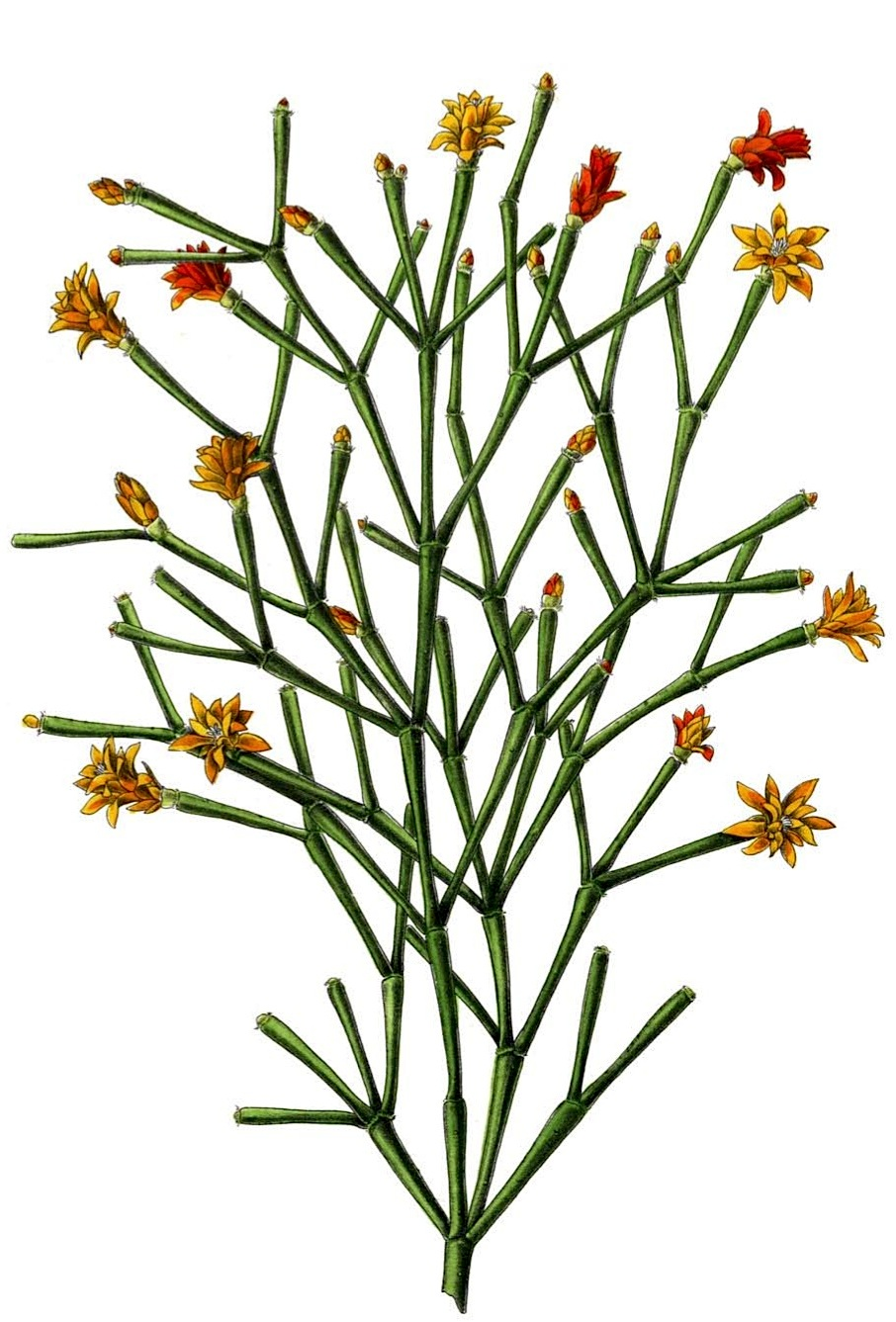
Il·lustració

## Descripció
Hatiora salicornioides creix ben ramificada amb tiges erectes arquejats o penjolls, les tiges es converteixen en llenyosos amb el temps. Assoleix una grandària de fins a 1 metre d'altura. Els profunds segments de la tija són verdes d'1,5 a 5 cm de llarg i amb un diàmetre d'uns 7 mil·límetres en forma de lòbul, sovint tenen un membre de la base de la tija més alta, de vegades en forma d'ampolla invertida i estan disposats en verticils de 2 a 6. Les petites arèoles estan coberts de pèl curt o truges fines. Les flors són de color groc daurat a taronja d'1-2 cm de llarg i tenen precisament aquest diàmetre. Els fruits són de color blanc translúcids.

## Distribució
És endèmica de Bahia, Espírito Santo, Minas Gerais, Paranà, Rio de Janeiro i São Paulo al Brasil. És una espècie comuna que s'ha estès per tot el món.

## Taxonomia
Hatiora salicornioides va ser descrita per (Haw.) Britton i Rose i publicat a The Standard Cyclopedia of Horticulture 3: 1433. 1915.
Etimologia
Hatiora: nom genèric atorgat en honor del matemàtic, astrònom i explorador anglès Thomas Harriot (1560-1621), en forma d'un anagrama del seu nom.
salicornioides epítet que significa "similar a Salicornia.
Varietats
- Hatiora salicornioides f. bambusoides (Weber) Supplie
- Hatiora salicornioides f. cylindrica (Britton & Rose) Supplie

Sinonímia
- Rhipsalis salicornioides
- Cactus salicornioides
- Hariota salicornioides
- Cactus lyratus
- Hariota villigera
- Rhipsalis villigera
- Hariota bambusoides
- Rhipsalis bambusoides
- Hatiora bambusoides
- Hatiora cylindrica[3]